# محسن الهاشمي
محسن الهاشمي (مواليد 25 أكتوبر 1990) لاعب كرة قدم إماراتي يجيد اللعب كحارس مرمى .
لعب سابقاً لنادي الوحدة وانتقل إلى بني ياس عام 2012 .
1. ↑  "معلومات عن محسن الهاشمي على موقع int.soccerway.com". int.soccerway.com. مؤرشف من الأصل في 2020-10-31.
2. ↑  "معلومات عن محسن الهاشمي على موقع scoresway.com". scoresway.com. مؤرشف من الأصل في 2018-02-26.

محسن الهاشمي

## وصلات خارجية
- محسن الهاشمي على موقع Soccerway.com (الإنجليزية)